# Roki urzędowe
Roki urzędowe – objazdowe załatwianie czynności urzędowych przez urzędników w określonych miejscowościach i terminach bądź w określonych odstępach czasu.
Roki urzędowe stanowiły nawiązanie do tradycji wywodzącej się ze średniowiecza, kiedy to władca bądź jego urzędnicy objeżdżali swoje posiadłości sprawując roki, czyli rozstrzygając problemy lokalne. Pojęcie roków urzędowych występowało w II RP w Rozporządzeniu Ministra Spraw Wewnętrznych z 1930 roku. Roki urzędowe sprawowane były również w Polsce Ludowej w okresie po II wojnie światowej.